# Kozakowice Górne
Kozakowice Górne (niem. Ober Kozakowitz, Gross Kozakowitz) – wieś w Polsce położona w województwie śląskim, w powiecie cieszyńskim, w gminie Goleszów.
Wraz z Kozakowicami Dolnymi współtworzy sołectwo Kozakowice. Wieś leży w historycznych granicach regionu Śląska Cieszyńskiego.

## Historia
Miejscowość po raz pierwszy wzmiankowana została w łacińskim dokumencie Liber fundationis episcopatus Vratislaviensis (pol. Księga uposażeń biskupstwa wrocławskiego), spisanej za czasów biskupa Henryka z Wierzbna ok. 1305 w szeregu wsi zobowiązanych do płacenia dziesięciny biskupstwu we Wrocławiu, w postaci item in Goschegowitz debent esse XIII) mansi. Zapis ten oznaczał, że wieś zobowiązana została do płacenia dziesięciny z 13 łanów większych. Jej powstanie wiąże się z przeprowadzaną pod koniec XIII wieku na terytorium późniejszego Górnego Śląska wielką akcją osadniczą (tzw. łanowo-czynszową). Wieś politycznie znajdowała się wówczas w granicach utworzonego w 1290 piastowskiego (polskiego) Księstwa Cieszyńskiego, będącego od 1327 lennem Królestwa Czech, a od 1526 roku w wyniku objęcia tronu czeskiego przez Habsburgów wraz z regionem aż do 1918 roku w monarchii Habsburgów (potocznie Austrii).
Według austriackiego spisu ludności z 1900 w 37 budynkach w Kozakowicach Górnych na obszarze 157 hektarów mieszkało 280 osób, co dawało gęstość zaludnienia równą 178,3 os./km². z tego 47 (16,8%) mieszkańców było katolikami a 233 (83,2%) ewangelikami, 278 (99,3%) było polsko a 2 (0,7%) czeskojęzycznymi. Do 1910 roku liczba budynków wzrosła do 39 a mieszkańców do 276, z czego 48 (17,4%) było katolikami, 228 (82,6%) ewangelikami, 275 (99,6%) polsko- a 1 (0,4%) czeskojęzyczna.
W latach 1975–1998 miejscowość administracyjnie należała do województwa bielskiego.
W Kozakowicach Górnych urodził się w 1825 r. Andrzej Cinciała, polski prawnik i działacz narodowy.